# 대한민국-요르단 관계

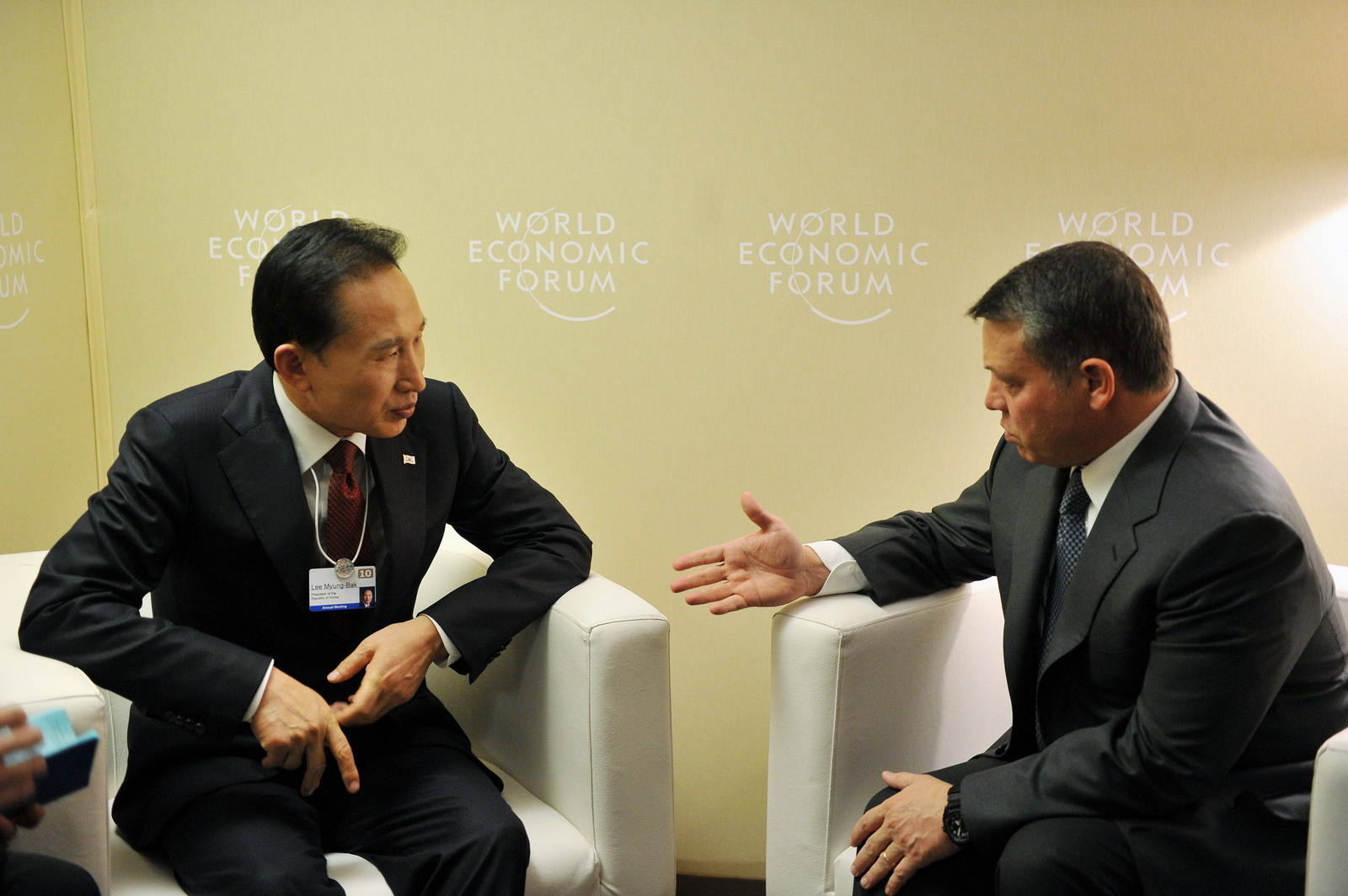
이명박 대통령과 압둘라 2세

두 국가는 1962년에 외교관계를 수립하며, 1975년에 한국이 요르단 수도 암만에 상주대사관을 설치하였으며, 요르단은 2010년에 서울에 상주대사관을 설치하였다. 제5공화국 전두환 대통령 재임 시절, 타헤르 마쓰리 요르단 외무장관이 한국을 방문한 적이 있다. 2004년에는 노무현 대통령과 압둘라 2세와 이라크 다국적군 파병 관련 회담을 가졌다. 2010년에는 세계 경제 포럼에서 이명박 대통령과 압둘라 2세가 정상회담을 가졌고, 2015년에는 박근혜 대통령이 압둘라 2세가 서울에서 정상회담을 가졌다. 그외에도 양국은 외교장관 회담 및 통화로 협력을 이어가고 있다.
양국은 2022년에 수교 60주년을 축하하였으며, 국립아시아문화전당에서 공동 예술 전시전을 가졌다. 체육 분야에서는 축구에서 자주 만나며, AFC 아시안컵 및 FIFA 월드컵 지역 예선전에서 자주 맞붙는다. 한국국제협력단은 요르단에 개발자금을 지원하고 있으며, 요르단은 중동 국가들 중 중고 한국산 자동차를 제일 많이 수입하는 국가이다.

## 같이 보기
- 대한민국의 대외 관계
- 요르단의 대외관계

## 매체
- 미생 (만화)[10][11]